# Campionat d'Espanya de Ral·lis de Terra
El Campionat d'Espanya de Ral·lis de Terra (en castellà: Campeonato de España de Rallyes de Tierra), també conegut per les seves inicials CERT, és la màxima competició d'aquesta modalitat que es disputa a l'estat espanyol. Està organitzat des de l'any 1983 per la Reial Federació Espanyola d'Automobilisme.
Cada temporada es disputa el campionat de pilots, el campionat de copilots i el campionat de marques, així com diferents copes i trofeus de promoció i les diferents categories d'automòbils admeses.
Els ral·lis solen durar un dia, amb trams normalment curts pels quals s'hi passa més d'una vegada. Algunes de les seves proves també puntuen pel Super Campionat d'Espanya de Ral·lis.

## Ral·lis del Campionat

### Temporada 2023
- Ral·li de Tierras Altas de Lorca
- Ral·li Terra da Auga
- Ral·li Regne de Lleó
- Ral·li Ciutat de Granada

### Anteriors
- Ral·li de Zaragoza (1983, 1994-1996, 1999-2001)
- Ral·li de Sevilla (1984, 1996-1998)
- Ral·li de Terra de Lugo (1984-1987, 1989-1993)
- Ral·li de Terra de Catalunya (1984-1985, 1995)
- Ral·li de Terra de Cantabria (1986-1987, 1992, 2002-2004)
- Ral·li de Terra de Balaguer (1987-1988, 1990-1991)
- Ral·li de Terra de Lloret de Mar (1988-1989)
- Ral·li de la Costa Cálida (1988-1989, 1991)
- Ral·li de Terra de La Rioja (1988, 1994, 2002, 2010)
- Ral·li RACE Avilés (1988-1989)
- Ral·li de Toledo (1988-1989)
- Ral·li de Terra de Córdoba (1989, 1991-1992)
- Ral·li de Terra de Vigo (1990-1991, 1994, 1997-1998, 2001)
- Ral·li Ciutat de Cuenca (1994-1997)
- Ral·li d'Artesa de Segre (1997-2000)
- Ral·li de Requena (1998-2000)
- Ral·li de Terra de Gernika (1998-2001)
- Ral·li Ciutat de Palma del Río (2002-2003, 2005, 2007, 2009, 2011)
- Ral·li d'A Gudiña-Ourense (2005-2007)
- Ral·li de Guijuelo (2006-2010)
- Ral·li de Terra de Cabanas (2007-2010)
- Baja Aragón (2011-2012)
- Baja Andalucía (2011-2012)
- Ral·li de Terra del Bierzo (2013-2017)
- Ral·li de Terra Riolobos (2013-2014)
- Ral·li de Terra Norte de Extremadura (2015-2017)
- Critérium de Málaga (2015-2016)
- Ral·li Ciutat de Pozoblanco
- Ral·li de l'Illa dels Volcans
- Ral·li de Terra Circuit de Navarra
- Ral·li Ciutat de Cervera
- Ral·li de Terra de Madrid

## Palmarès

### Campionat de pilots
A 25 d'abril de 2022
| Any  | Pilot                | Copilot                   | Automòbil                     |        |
| ---- | -------------------- | ------------------------- | ----------------------------- | ------ |
| 1983 | Ricardo Muñoz        | Carlos Hernández          | Citroën Visa Trophée          |        |
| 1984 | Antoni Zanini        | Josep Autet               | Talbot Samba Proto            |        |
| 1985 | Guillermo Barreras   | Ramón Mínguez             | Renault 5 Turbo               |        |
| 1986 | Juan Carlos Oñoro    | Juanjo Lacalle            | Opel Manta 400                |        |
| 1987 | Juan Carlos Oñoro    | Manuel Ortiz-Tallo        | Lancia Delta S4               |        |
| 1988 | Gustavo Trelles      | Manuel Ortiz-Tallo        | Lancia Delta S4               |        |
| 1989 | Gustavo Trelles      | Arturo Fdez. De la Puente | Lancia Delta S4               |        |
| 1990 | Gustavo Trelles      | Arturo Fdez. De la Puente | Lancia Delta S4               |        |
| 1991 | Josep Maria Bardolet | Antonio Rodríguez         | Ford Sierra RS Cosworth       |        |
| 1992 | Gustavo Trelles      | Jorge del Buono           | Lancia Delta HF Integrale     |        |
| 1993 | Enric Burrull        | Miquel Escamilla          | Citroën AX 4x4                |        |
| 1994 | Claudio Aldecoa      | Juan Breda                | Ford Sierra RS Cosworth       |        |
| 1995 | Gabriel Méndez       | Jordi Mercader            | Lancia Delta HF Integrale     |        |
| 1996 | Pedro Diego          | Marc Martí                | Lancia Delta HF Integrale     |        |
| 1997 | Pedro Diego          | Tomás Aguado              | Subaru Impreza 555            |        |
| 1998 | Pedro Diego          | Tomás Aguado              | Toyota Celica 4WD             |        |
| 1999 | Pedro Diego          | Tomás Aguado              | Ford Escort WRC               |        |
| 2000 | Carles Solé          | Albert Sanchis            | Mitsubishi Lancer Evo VI      |        |
| 2001 | Marc Blázquez        | Jordi Mercader            | Seat Córdoba WRC              |        |
| 2002 | Txus Jaio            | Lucas Cruz                | Ford Focus WRC                |        |
| 2003 | Txus Jaio            | Lucas Cruz                | Ford Focus WRC                |        |
| 2004 | Flavio Alonso        | Víctor Pérez              | Seat Ibiza 4x4                |        |
| 2005 | Samuel Lemes         | Jonathan Lemes            | Mitsubishi Lancer evo VIII    |        |
| 2006 | Alex Villanueva      | Arielle Tramont           | Mitsubishi Lancer Evo VIII    |        |
| 2007 | Dani Solà            | Óscar Sánchez             | Mitsubishi Lancer Evo IX      |        |
| 2008 | Xevi Pons            | Xavi Amigo                | Mitsubishi Lancer Evo IX      |        |
| 2009 | Yeray Lemes          | Samuel Vega               | Mitsubishi Lancer Evo IX      |        |
| 2010 | Benito Guerra        | Dani Cué                  | Mitsubishi Lancer Evo X       |        |
| 2011 | Oscar Fuertes        | Dani Cué                  | Mitsubishi Lancer Evo X       |        |
| 2012 | Xevi Pons            | Xavi Amigo                | Mitsubishi Lancer Evo X       |        |
| 2013 | Xevi Pons            | Xavi Amigo                | Mitsubishi Lancer Evo X       |        |
| 2014 | Amador Vidal         | Francisco Lema            | Volkswagen Polo N1            |        |
| 2015 | Amador Vidal         | Francisco Lema            | Volkswagen Polo N1            |        |
| 2016 | Alexander Villanueva | Óscar Sánchez             | Citroën DS3 R5                |        |
| 2017 | José Antonio Suárez  | Cándido Carrera           | Peugeot 208 N5                |        |
| 2018 | Xevi Pons            | Rodrigo Sanjuan           | Peugeot 208 T16Škoda Fabia R5 |        |
| 2019 | Xevi Pons            | Rodrigo Sanjuan           | Škoda Fabia R5Ford Fiesta R5  |        |
| 2020 | Nil Solans           | Claudi Ribeiro Marc Martí | Škoda Fabia R5                |        |
| 2021 | Iván Ares            | David Vázquez             | Hyundai i20 R5                |        |
| 2022 | Juan Carlos Quintana | Yeray Mujica              | Škoda Fabia Rally2 Evo        | [ 31 ] |
| 2023 | José Antonio Suárez  | Alberto Iglesias          | Škoda Fabia RS Rally2         | [ 32 ] |
| 2024 | Alex Villanueva      | José Murado               | Škoda Fabia RS Rally2         | [ 33 ] |

### Campionat de dues rodes motrius (2WD)
| Any  | Pilot        | Copilot  | Automòbil           |
| ---- | ------------ | -------- | ------------------- |
| 1989 | Rius         | Casanova | Seat Marbella Proto |
| 1991 | Puigdellívol | Falcó    | Volkswagen Golf GTI |

Font: